# Everton (Arkansas)
Everton – miasto w Stanach Zjednoczonych, w stanie Arkansas, w hrabstwie Boone.